# Fébó László
| Fébó László                               | Fébó László                                                                     |
| Kattints az alábbi külső linkek egyikére! | Kattints az alábbi külső linkek egyikére!                                       |
| ----------------------------------------- | ------------------------------------------------------------------------------- |
| Nem található szabad kép.(?)              |                                                                                 |
| külső link · jogvédett                    | Fébó László. Typographia, 1975 (107. évfolyam, 1-12. szám)1975-11-01 / 11. szám |
| külső link · jogvédett                    | Fébó László. Typographia, 1988 (120. évfolyam, 1-12. szám) 1988-03-01 / 3. szám |

Fébó László (Budapest, 1925. március 19. – Budapest, 2013. k.), magyar közgazdász, könyv szerkesztő.

## Szakmai életrajza
1948-ban a Magyar Közgazdaságtudományi Egyetemen szerzett diplomát.  Mintegy harminc éven át dolgozott a  Közgazdasági és Jogi Könyvkiadónál szerkesztőként, 1968-tól főszerkesztőként. Emellett különböző szaklapoknál is tevékenykedett újságíró-riporterként, szerkesztőként. Mint például a Gazdálkodás című szakmai folyóiratnál. Az Erdőgazdaság és faipar” c. szaklapban rendszeresen publikált 1960-tól 1968-ig. 1968-ban sz.b. titkárnak választották meg a  Közgazdasági és Jogi Könyvkiadónál. 1976-ban a  Magyar Újságírók Országos Szövetsége tagjának választották meg.
Számos kitüntetés birtokosa, kapott szakszervezeti kitüntetéseket, megkapta a Munka Érdemrend ezüst és arany fokozatát. 1987-ben nyugdíjba ment a Közgazdasági Kiadótól. 1989 előtt is megszólaltatta, kiadatta a polgári közgazdászokat, szociológusokat, amikor ez egyáltalán nem volt divat, sőt tanácsos sem.  Krekó Béla és Szép Jenő kezdeményezésére a Közgazdasági – és Jogi Könyvkiadó közgazdasági irodalmi vezetője Cotel Kornél és főszerkesztője Fébó László az 1960-as években sorozatot indítottak „Matematikai ismeretek gazdasági szakemberek számára” cím alatt. 1948 és 1956 között a Rákosi-korszak idején az volt a vélemény, hogy a közgazdászoknak elég a négy alapművelet elsajátítása. „Ennek egyik oka az az álláspont, amely a Szovjetunióban az 1920-as években alakult ki, és amely szerint a matematikai közgazdaságtan „burzsoá áltudomány”, amely a kapitalista kizsákmányolás elleplezésére és igazolására szolgál.” Ezt a lemaradást próbálták bepótolni a sorozat beindításával. A sorozatban a Marx Károly Közgazdaságtudományi Egyetem Ipar Kar Gazdaságmatematikai Tanszék számos munkatársa publikált könyveket, így Krekó Béla, Szép Jenő, Denkinger Géza, Forgó Ferenc, Gáspár László, Szentpéteri Szabolcsné és sokan mások. Bacskay - Krekó: „Matematikai alap ismeretek” című könyvéről Fébó László készített „széljegyzeteket”, amiben a matematikát „nélkülözhetetlen segédeszközeként aposztrofálja, mondván: „(...) a döntéseket - legyenek azok kis vagy nagy jelentőségűek - egzakt módon meg kell alapozni. A megalapozottság pedig azt jelenti, hogy a gazdasági problémát megfelelő matematikai módszerekkel megoldjuk.” A 604 oldalas és nyolc részből álló könyv - számos gyakorlati példát és táblázatot magába foglalóan - foglalkozik aritmetikával, algebrával, függvénytannal, számtani és mértani sorozatokkal, geometriával, matematikai statisztikával és kombinatorikával. A számos gazdasági jellegű példa a könyv egyik fő erénye, de azokból még többre lett volna szükség.
Cotel Kornél a  Közgazdasági és Jogi Könyvkiadó irodalmi vezetője és Fébó László főszerkesztő 1977-ben a Közgazdasági Nobel-díjasok művei címen sorozatot indítottak el. Elsőként Paul Samuelson Közgazdaságtan című művének kiadására került sor. Fébó László véleménye a következő volt: Kiadónk áttekintette azokat a műveket, amelyeket „jegyeznek” a tőkés világkönyvkiadásában. Ezek közül kiemelkedett Paul Samuelson Közgazdaságtana. Véleményünk szerint nem választhattunk volna jobban, hiszen nincs a közgazdaságtannak, sőt sok vonatkozásban a kapcsolódó tudományágaknak —szociológia, demográfia —olyan lényeges kérdése, amit e mű ne érintene. — A könyv másik erénye, hogy rendkívül bő és konkrét ismeretanyagot szolgáltat a mai tőkés gazdaságról, elsősorban az Egyesült Államok gazdasági életéről. [] A kiadást 1971-ben indítottuk el. A 9-ik kiadást fordították le.

## Legfontosabb publikációi
- A budapesti tömegközlekedés története. Közgazdasági Szemle – 1960. Április.[5]

- Budapest tömegközlekedése. Közgazdasági Szemle – 1960. December.[6]

- Szakirodalom. Széljegyzetek Dacskay Zoltán — Krekó Béla: Matematikai alapismeretek című könyvéhez. Közgazdasági és Jogi Könyvkiadó, Budapest. 1963.

- „Az üzemszervezési szaktanácsadás szerepe a mezőgazdasági termelés fejlesztésében” Gazdálkodás, 1966. 6. sz.[7]

- Üzemgazdaságtan. Műszaki Könyvkiadó. Budapest. 1980. (1981. 1982. 1987. 1990.)

- Agrárökonómiai kislexikon (35 ábrával) (Szerkesztők: Burján Ambrus – Fébó László) Mezőgazdasági Kiadó. Budapest. 1985.[8] Magyar lexikonok listája
- Munkaerőpiac, munkaerő-politika. (Szerkesztette: Fébó László.) Kiadó MTA Közgazdaságtudományi Intézete. [Market of the manpower policy,wages. Рынок рабочей силы, политика по использованию рабочей силы: заработная плата.] Budapest. 1987. [9]

## Díjai, elismerései
- Szocialista kultúráért. 1955.[10]

- Szocialista kultúráért. 1967.[11]

- Munka érdemrend arany fokozata. 1987.[12]

- Munka Érdemrend ezüst fokozata. 1975.[13]